# Racing Club de Cannes (omnisports)
Cet article concerne le club omnisports. Pour le club de volley-ball féminin, voir Racing Club de Cannes.
Le Racing Club de Cannes était un club omnisports français basé à Cannes et fondé en 1922.

## Volley-ball
La section volley-ball est créée en 1942. 

### Volley-ball féminin
La section féminine connaît des succès majeurs sur le plan national et international, et est alors la section phare du club omnisports.

### Volley-ball masculin
L'équipe masculine est sacrée championne de France de volley-ball de la Zone Libre en 1942. Elle sera dissoute en 1948. 

## Basket-ball
L'équipe féminine évolue en Championnat de France Excellence (deuxième division) lors de la saison 1960-1961. Elle est radiée en novembre 1961 par la Fédération française de basket-ball.

## Football
Le club est éliminé au premier tour de la Coupe de France de football 1923-1924 par le Phocée Club de Marseille.

## Athlétisme
Le RC Cannes est affilié à la Ligue du Sud-Est d'athlétisme en 1922.

## Gymnastique
Une section féminine de gymnastique existe dans les années 1930.